# Ohrady
Ohrady est un village de Slovaquie situé dans la région de Trnava.

## Histoire
Première mention écrite du village en 1252.

## Démographie

### Évolution de la population
| Année:               | 1994. | 2004.   | 2014.   | 2024.   |
| -------------------- | ----- | ------- | ------- | ------- |
| Nombre de personnes: | 1157  | 1179    | 1250    | 1362    |
| Différence:          |       | +1,90 % | +6,02 % | +8,96 % |

| Année:               | 2023. | 2024.   |
| -------------------- | ----- | ------- |
| Nombre de personnes: | 1356  | 1362    |
| Différence:          |       | +0,44 % |